# شذى سبت
شذى سبت (7 مارس 1981 -)، ممثلة بحرينية.

## عن حياتها
هي من عائلة فنية حيث أن والدتها هي الممثلة فاطمة إسماعيل كما إن شقيقتها الممثلة شيماء والمغنية أبرار وعارضة الأزياء شيلاء. بدأت مشوارها الفني بسن صغيرة في الفعاليات المسرحية في مركز سلمان الثقافي في عام 1986، بينما كانت بدايتها التلفزيونية في عام 1992 حيث قدمت العديد من الأعمال في دول الخليج.
أعلن في فبراير 2020 عن زواجها من شخص كويتي.

## أعمالها

### من المسلسلات
- كوكتيل.
- حزاوي الدار - جزئين.
- آخر الرجال.
- ناس من ناس.
- الكلمة الطيبة.
- أبواب.
- ملاذ الطير.
- عويشة.
- الارجوحة.
- دار الزين.
- من طق طبلة.
- ابن النجار.
- وجة آخر.
- بلا رحمة.
- في البيوت أسرار.
- عمشة بنت عماش.
- الفجر المستحيل.
- عرس الدم.
- عائلتي.
- الساكنات في قلوبنا - أكثر من جزء.
- دار الهوا.
- وشاءت الأقدار.
- أشياء لا تشترى.
- بانتظار المطر.
- ليلة عيد.
- أخبار بطاطا - برنامج كوميدي.
- لعبة المرأة رجل.
- المجهولة.
- تقاطيع.
- هذا حنا.
- عود أخضر.

### من المسرحيات
- إلى الخادمة مع التحية.
- عيال سعادة.
- يمقن أي يمقن لا.

### من الأفلام
- حكايات بحرينية.
- طربال رايح جاي.

## روابط خارجية
- شذى سبت على موقع قاعدة بيانات الأفلام العربية